# Rhune Vanroose
Rhune Vanroose (28 januari 2005) is een Belgische atlete, die gespecialiseerd is in de 3000 m steeple en het veldlopen. Ze werd eenmaal Belgisch kampioene.

## Loopbaan
Vanroose nam in 2022 op de 2000 m steeple deel aan de Europese kampioenschappen U18 in Jerusalem. Ze werd elfde in de finale.  Het jaar nadien werd ze voor het eerst Belgisch kampioene op de 3000 m steeple.  Op dezelfde afstand nam ze ook deel aan de Europese kampioenschappen U20, opnieuw in Jerusalem. Ze geraakte ditmaal niet in de finale. Bij het veldlopen eindigde ze dat jaar bij het Europese kampioenschap U20 op een 41e plaats.
Clubs
Vanroose is aangesloten bij Atletiekvereniging Lokeren.

## Belgische kampioenschappen
Outdoor
| Onderdeel      | Jaar |
| -------------- | ---- |
| 3000 m steeple | 2023 |

## Persoonlijke records
Outdoor
| Onderdeel      | Prestatie | Datum       | Plaats   |
| -------------- | --------- | ----------- | -------- |
| 3000 m steeple | 10.30,10  | 27 mei 2023 | Oordegem |

## Palmares

### 2000 m steeple
- 2022: 11e EK U18 in Jerusalem - 7.00,93

### 3000 m steeple
- 2023: 10e in reeks EK U20 in Jerusalem - 10.54,93
- 2023:  BK AC - 10.34,76

### veldlopen
- 2023: 41e EK in Laken